# Cristaria cyanea
Cristaria cyanea là một loài thực vật có hoa trong họ Cẩm quỳ. Loài này được Phil. ex Baker f. mô tả khoa học đầu tiên năm 1892.